# Leopoldine
Leopoldine (Variante: Leopoldina) ist ein weiblicher Vorname.

## Herkunft
Die Namensherkunft wird beim männlichen Pendant Leopold behandelt.

## Namensträgerinnen
- Leopoldine Marie von Anhalt-Dessau (1716–1782), Fürstentochter
- Leopoldine von Baden (1837–1903), durch Heirat Fürstin zu Hohenlohe-Langenburg
- Maria Leopoldine von Österreich-Este (1776–1848), Erzherzogin von Österreich-Este und Kurfürstin von Bayern
- Maria Leopoldine von Österreich (1797–1826), durch Heirat Kaiserin von Brasilien und Königin von Portugal
- Leopoldine von Sternberg (1733–1809), Fürstin von und zu Liechtenstein
- Maria Leopoldine von Tirol (1632–1649), durch Heirat römisch-deutsche Kaiserin, Königin von Böhmen und Ungarn
- Leopoldine Augustin (1863–1951), österreichische Schauspielerin und Sängerin
- Leopoldine Blahetka (1809–1885), österreichische Pianistin und Komponistin
- Leopoldine Blasel (1858–1926), österreichische Schauspielerin und Sängerin
- Leopoldine Fuhrich (1898–1926), österreichische Höhlenforscherin
- Leopoldine Glöckel (1871–1937), österreichische Politikerin (SPÖ)
- Leopoldine Konstantin (1886–1965), österreichische Schauspielerin
- Leopoldine Kulka (1872–1920), österreichische Frauenrechtlerin und Publizistin
- Leopoldine Pohl (1924–1996), österreichische Politikerin (SPÖ)
- Leopoldine Springschitz (1914–2004), österreichische Kunsthistorikerin
- Leopoldine Tuczek (1821–1883), österreichische Sängerin
- Leopoldine Ullmann (um 1875–nach 1902), Opernsängerin

Variante Leopoldina:
- Leopoldina von Brasilien (1847–1871), Prinzessin
- Leopoldina Bălănuță (1934–1998), rumänische Schauspielerin